# (6977) Jaucourt
(6977) Jaucourt (1993 OZ4) – planetoida z pasa głównego asteroid okrążająca Słońce w ciągu 3,4 lat w średniej odległości 2,26 j.a. Odkryta 20 lipca 1993 roku.